# Kampala
Kampala is de hoofdstad en grootste stad van Oeganda en vormt tevens een district. De stad heeft ruim 2 miljoen inwoners. Kampala ligt op 1189 m boven de zeespiegel, vlak bij het Victoriameer. De stad is het economische en bestuurlijke centrum van Oeganda. De stad is verdeeld in vijf stadsdelen die toezicht houden op de lokale planning: Kampala Central Division, Kawempe Division, Makindye Division, Nakawa Division en Rubaga Division.

## Geschiedenis
Voor de komst van de Britten was het gebied dat nu Kampala heet een van de favoriete jachtgebieden van Mutesa I, de Kabaka, de koning van Boeganda. Het heuvelachtige gebied, met rijk begroeide draslanden, leende zich goed als leefgebied van de impala en andere antilopen. Toen de Britten in de regio arriveerden noemden zij die dan ook Hills of the Impala (Impalaheuvels).
De taal van de Boeganda, Loeganda, nam door de contacten met de Britten veel Engelse woorden op. Dit gebeurde ook met het woord impala. Het Engelse Hills of the Impala werd Kasozi ka Empala (heuvel van de impala). Kasozi viel al snel weg in het spraakgebruik. Het als Kaampala uitgesproken deel van de naam bleef hangen.
Het huidige Kampala zag het licht rond 1880, toen het de hoofdstad van Boeganda was. Terwijl de stad groeide, zijn enkele gebouwen uit die tijd, waaronder de Kasubitomben (1881), het parlement van Boeganda, het gerechtshof van Boeganda en de plek waar de Kabaka gekroond werden, bewaard gebleven. Frederick Lugard, die in dienst van de British East Africa Company was, stichtte in 1890 een fort op de Impalaheuvel.
In 1962, toen het land onafhankelijk werd, werd Kampala de hoofdstad van Oeganda. Daarvoor viel die eer te beurt aan Entebbe. Bij het conflict dat leidde tot de afzetting van Idi Amin in 1979 (Oegandees-Tanzaniaanse oorlog) en de burgeroorlog daarna werd de stad zwaar beschadigd. Sindsdien is de stad weer opgebouwd met veel nieuwe gebouwen zoals banken, hotels, overdekte winkelcentra, scholen en ziekenhuizen. De infrastructuur en oude gebouwen werden verbeterd.
Kampala heeft zwaar te kampen met de aids-problematiek. Volgens het ministerie van Volksgezondheid is 9,2% van de volwassenen en 47% van de prostituees geïnfecteerd met het hiv.

## Geografie

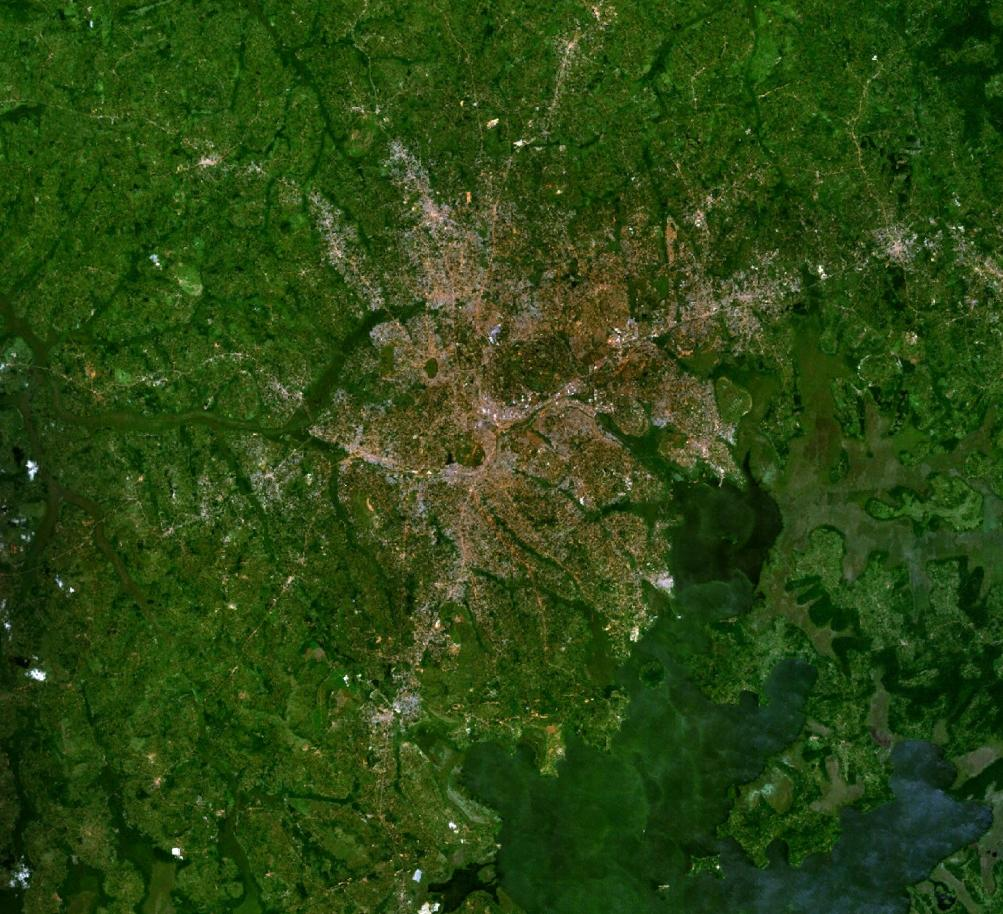
Satellietfoto van Kampala, gemaakt door een NASA Landsat-satelliet

Zoals vele steden wordt er van Kampala gezegd dat zij op zeven heuvelen gebouwd is, alhoewel er eigenlijk meerdere zijn. De zeven heuvels zijn:
- Kasubi – uit geschiedkundig oogpunt de belangrijkste, met de aanwezigheid van de Kasubitomben
- Mengo – hier staat het huidige paleis van de Kabaka en bevindt zich het gerechtshof van Boeganda
- Kibuli – met de Kibulimoskee. In Oeganda werd de islam eerder dan het christendom gepredikt.
- Namirembe – hier staat de protestantse kathedraal. Protestantse missionarissen waren de eerste vertegenwoordigers van het christendom in de regio.
- Rubaga – hier staat de rooms-katholieke kathedraal van de stad.
- Nsambya – deze heuvel was het hoofdkwartier van de Mill Hill-missie
- Impalaheuvel – naamgever van de stad en plaats van het fort van Lugard.

Andere bekende heuvels in de stad zijn de Nakasero, waar het bestuurlijke centrum en een van de rijkste woonwijken zich bevinden, de Mulago, waar het grootste ziekenhuis van Oeganda staat, en de Makerere, met de Universiteit van Makerere, de belangrijkste universiteit van het land.
Buitenwijken van de stad zijn onder andere Bbunga, Kololo op de hoogste heuvel van de omgeving, de Kololo; Namirembe; Kibuli; Kabalagala; en Rubaga.

### Klimaat
Een facet van Kampala's weer is dat het twee jaarlijkse nattere seizoenen vertoont. Hoewel de stad geen echte droge seizoensmaand heeft, ervaart het zwaardere neerslag van augustus tot december en van februari tot juni. Het is echter tussen februari en juni dat Kampala aanzienlijk zwaardere regenval per maand ziet, waarbij april doorgaans de zwaarste hoeveelheid neerslag ziet bij een gemiddelde van ongeveer 169 millimeter (6,7 in) regen. Kampala wordt vaak genoemd als een bliksemsnelle hoofdstad van de wereld. In Kampala onweert het gemiddeld 240 dagen per jaar, het meest van de wereld.

## Vervoer

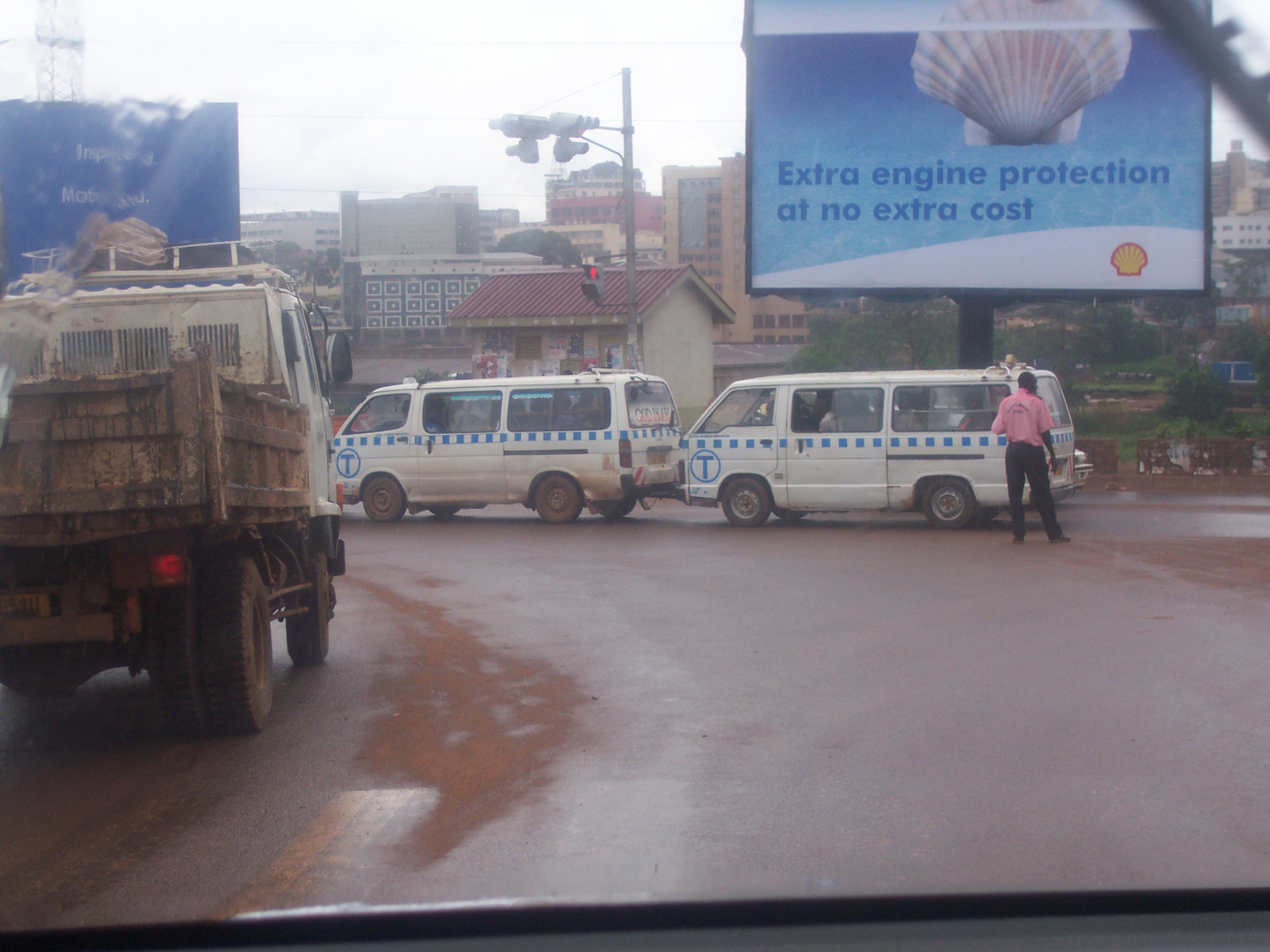
Taxi's die een verkeersopstopping veroorzaken in het centrum van Kampala

De belangrijkste vervoersmodi in Kampala zijn Boda-boda's (motorfietsen), taxi's (minibusjes), privéwagens en vrachtwagens. Er loopt weliswaar een (oude) goederenspoorlijn door het industriële hart van de stad, maar deze wordt steeds minder gebruikt en de infrastructuur ligt er verwaarloosd bij.
Als gevolg van de ontoereikende infrastructuur en het gebrek aan duidelijke verkeersregels, vormen files een dagelijkse hinder in Kampala. Op termijn moet Kampala een uitgebreid stadsbusnetwerk bieden, dat ook de omgeving van de stad moet bedienen. Belangrijke buitenwijken en steden in het grootstedelijke gebied van de stad, waaronder Mukono, Mpigi, Bombo, Entebbe, Wakiso en Gayaza zouden ook in het netwerk opgenomen worden. De taxibusjes oftewel Matatus, zoals op de foto rechts, zullen dan uit de stad geweerd worden.
Nieuwe verkeersplannen moeten zware voertuigen uit de stad weren. Ook moeten er aan de rand van de stad bus- en taxistations komen. Het stadsbestuur gaat een tol van USh 30.000 per voertuig per dag heffen wanneer het busnetwerk operationeel is.
Vooralsnog zijn deze plannen nog niet uitgevoerd (juli 2014). Het ziet er ook niet naar uit dat er snel tot uitvoering zal worden overgegaan. Intussen duren de files langer en langer. De beruchte vrijdagfiles strekken zich al haast uit over de hele dag. Avondfiles zijn er tot 21 à 22 uur geen uitzondering. Sinds begin 2010 is de "Northern bypass" gereed; deze zorgt voor enige verlichting. Verkeer vanuit Kenia naar Congo hoeft niet meer door de stad en ondervindt hierdoor een aanzienlijke tijdwinst.
De luchthaven van Entebbe ligt zo'n 35 kilometer ten zuidwesten van de stad, terwijl Port Bell, een haven aan het Victoriameer, zo'n 10 kilometer ten zuiden van Kampala ligt.

## Geboren in Kampala
- Shekhar Mehta (1945-2006), Oegandees-Keniaans rallyrijder
- Richard Gibson (1954), Brits acteur
- Solomy Balungi Bossa (1956), juriste en rechter
- Moses Isegawa (1963), Oegandees-Nederlands schrijver
- Marcel Theroux (1968), Brits-Amerikaans documentairemaker
- Simon Kuper (1969), Brits auteur
- Frank Mugisha (1979), homorechtenactivist
- Ibrahim Sekagya (1980), voetballer
- Pione Sisto (1995), Deens-Zuid-Soedanees voetballer
- Charles Kagimu (1998), wielrenner